# Tichomořská konference církví

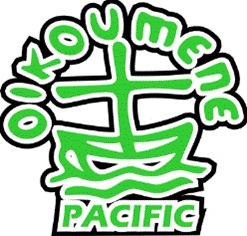

Tichomořská konference církví (angl. Pacific Conference of Churches, zkr. PCC) je regionální ekumenická organizace sdružující církve v Oceánii.
Byla založena roku 1961 v Samoi. Sdružuje 34 členských církví. Sídlem PCC je město Suva na Fidži.